# Zone de protection paysagère de Kőszeg
La zone de protection paysagère de Kőszeg (hongrois : Kőszegi Tájvédelmi Körzet, prononcé [ˈkøːsɛgi ˈtaːjveːdɛlmi ˈkøɾzɛt]) est une aire protégée située dans le comitat de Vas, à la frontière autrichienne, à proximité de Kőszeg dans le massif du même nom, et dont le périmètre est géré par le parc national de l'Őrség. 